# 西兴街道 (黑河市)
西兴街道，是中华人民共和国黑龙江省黑河市爱辉区下辖的一个乡镇级行政单位。

## 行政区划
西兴街道下辖以下地区：
人保财险社区和福龙社区。